# 6979 Shigefumi
6979 Shigefumi (1993 RH) là một tiểu hành tinh vành đai chính được phát hiện ngày 12 tháng 9 năm 1993 bởi K. Endate và K. Watanabe ở Kitami.